# ヘスス・C・ボルハ
ヘスス・カマチョ・ボルハ（英語: Jesus Camacho Borja; 1948年9月14日 - ）は、アメリカ合衆国・北マリアナ諸島の政治家、弁護士。1994年から1998年まで、民主党のフロイラン・テノリオ知事のもとで第4代副知事を務めた。

## 経歴・人物
1948年9月14日、父リカルド・トゥデラ・ボルハと母アントニア・サブラン・カマチョの間に生まれた。1972年7月にメアリー・アン・マングローニャ・パンゲリナン（Mary Anne Mangloña Pangelinan）と結婚。夫婦の間には6人の子供がいる。
1974年にワシントンD.C.のジョージタウン大学で法学の博士号を取得した。1989年から1993年まで北マリアナ諸島最高裁判所の准判事を務め、弁護士としても数年間法律事務所に勤務していた。
1993年の知事選で、ボルハは民主党の知事候補フロイラン・テノリオの副知事候補として立候補し、当選。1994年1月10日、北マリアナ諸島の第4代副知事に就任した。
テノリオは1997年の知事選への不出馬を宣言したため、ボルハは民主党候補の予備選挙への出馬を表明した。しかし、テノリオはその後予備選に出馬し、支持が分散した。予備選でテノリオが27.4％、ボルハが27％の得票を得て、テノリオは民主党の候補として知事選に出馬した。結果、共和党のペドロ・テノリオが45.6％の得票率で当選した。
2001年の知事選挙では、ボルハは副知事候補にブリジット市原を指名し、立候補した。 選挙の対抗馬は、共和党のフアン・ババウタ、誓約党の候補者ベニグノ・フィティアル、民主党のフロイラン・テノリオであった。結果、フアン・ババウタとベニグノ・フィティアルに次ぐ3位で落選した。
2010年の米国下院選挙に出馬したが、現職のグレゴリオ・サブランに敗れ落選した。